# بروتیگ-فانکل
بروتیگ-فانکل (به آلمانی: Bruttig-Fankel) یک شهر در آلمان است که در کوخم-تسل واقع شده‌است. بروتیگ-فانکل ۱٬۱۹۵ نفر جمعیت دارد.